# Primera División (Argentinien) 1931
Die Primera División 1931 war die 1. Spielzeit der argentinischen Fußball-Liga Primera División. Begonnen hatte die Saison am 31. Mai 1931. Der letzte Spieltag war der 6. Januar 1932. Die Boca Juniors beendeten die Saison als Meister und wurde damit erster Titelträger der Primera División.

## Abschlusstabelle
| Pl. | Verein                    | Sp. | S  | U  | N  | Tore    | Diff. | Punkte |
| --- | ------------------------- | --- | -- | -- | -- | ------- | ----- | ------ |
| 1.  | Boca Juniors              | 34  | 22 | 6  | 6  | 085:490 | +36   | 50     |
| 2.  | CA San Lorenzo de Almagro | 34  | 19 | 7  | 8  | 081:520 | +29   | 45     |
| 3.  | Estudiantes de La Plata   | 34  | 20 | 4  | 10 | 103:510 | +52   | 44     |
| 4.  | River Plate               | 34  | 19 | 6  | 9  | 063:390 | +24   | 44     |
| 5.  | Racing Club               | 34  | 19 | 5  | 10 | 081:510 | +30   | 43     |
| 6.  | CA Independiente          | 34  | 18 | 7  | 9  | 069:600 | +9    | 43     |
| 7.  | Chacarita Juniors         | 34  | 18 | 6  | 10 | 063:580 | +5    | 42     |
| 8.  | CA Huracán                | 34  | 13 | 7  | 14 | 058:490 | +9    | 33     |
| 9.  | CA Vélez Sársfield        | 34  | 13 | 7  | 14 | 063:680 | −5    | 33     |
| 10. | Ferro Carril Oeste        | 34  | 12 | 8  | 14 | 060:740 | −14   | 32     |
| 11. | Argentinos Juniors        | 34  | 12 | 7  | 15 | 049:610 | −12   | 31     |
| 12. | Gimnasia y Esgrima LP     | 34  | 9  | 12 | 13 | 042:640 | −22   | 30     |
| 13. | CA Platense               | 34  | 13 | 3  | 18 | 052:520 | ±0    | 29     |
| 14. | Quilmes AC                | 34  | 12 | 5  | 17 | 053:620 | −9    | 29     |
| 15. | CA Talleres               | 34  | 11 | 2  | 21 | 048:680 | −20   | 24     |
| 16. | CA Tigre                  | 34  | 8  | 7  | 19 | 047:700 | −23   | 23     |
| 17. | CA Lanús                  | 34  | 10 | 2  | 22 | 043:820 | −39   | 22     |
| 18. | Club Atlético Atlanta     | 34  | 4  | 7  | 23 | 033:830 | −50   | 15     |

## Meistermannschaft
| Boca Juniors | |
|              | Antonio Alberino, Ludovico Bidoglio, Roberto Cherro, Armando Dedovich, Domingo Fossatti, Juan Evaristo, Ramón Muttis, Estaban Kuko, Gerardo Moreyras, Miguel Nardini, Donato Penella, Cayetano Silenzi, Pedro Suárez, Domingo Tarasconi, Alfredo Trujillo, Francisco Varallo Trainer: Mario Fortunato |

## Torschützenliste
| Pl. | Nat.        | Spieler             | Verein                  | Tore |
| --- | ----------- | ------------------- | ----------------------- | ---- |
| 1   | Argentinien | Alberto Zozaya      | Estudiantes de La Plata | 33   |
| 2   | Argentinien | Alejandro Scopelli  | Estudiantes de La Plata | 31   |
| 3   | Argentinien | Francisco Varallo   | Boca Juniors            | 27   |
| 4   | Argentinien | Herminio Masantonio | CA Huracán              | 23   |
| 5   | Argentinien | Luis Sánchez        | CA Platense             | 20   |